# De Kroniek

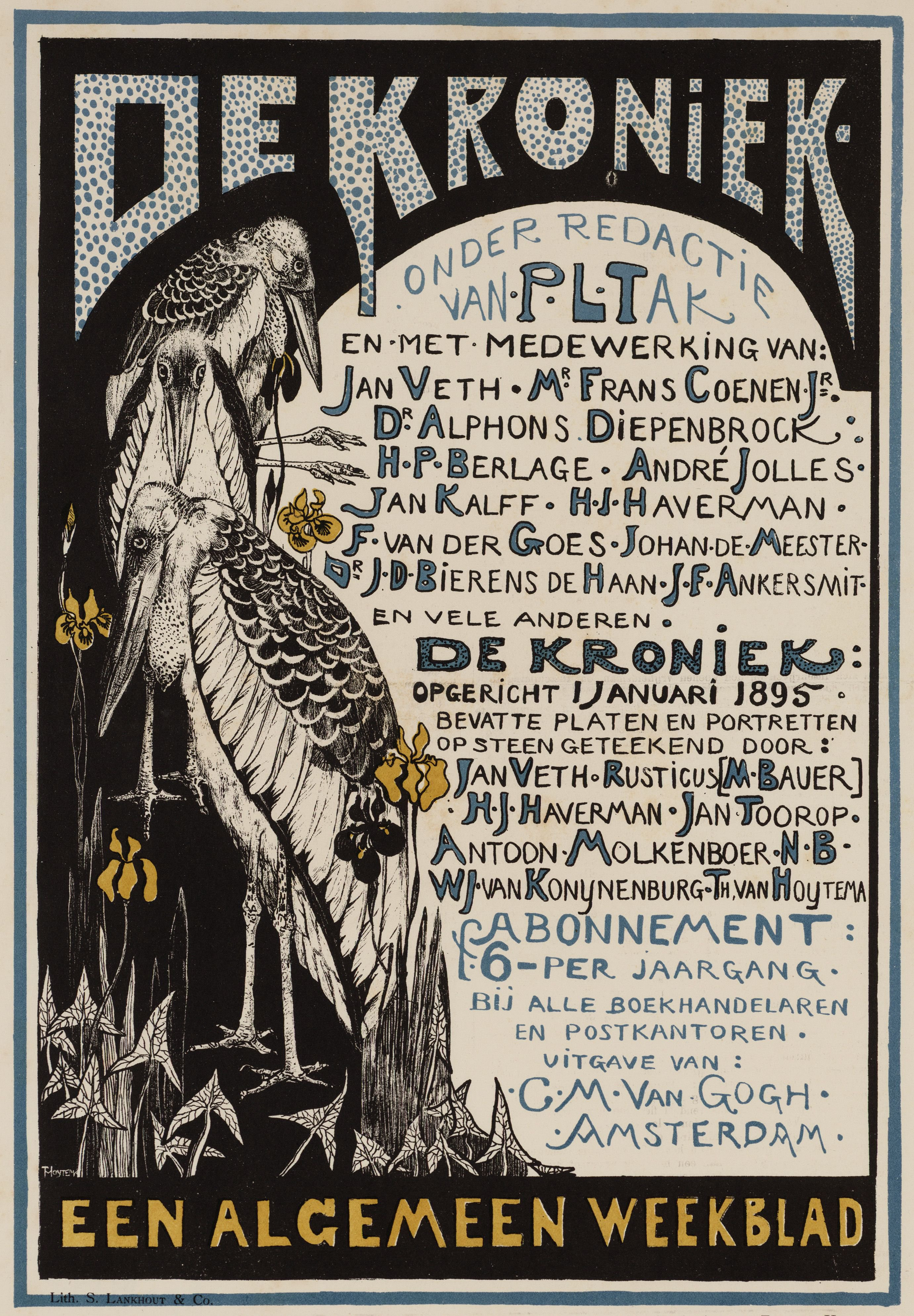
Affiche voor De Kroniek van de hand van Theo van Hoytema.

De Kroniek was een Nederlands sociaal-cultureel en literair tijdschrift, opgericht in 1895 door Pieter Lodewijk Tak en opgeheven na diens dood in 1907.

## Geschiedenis
Tak was redacteur geweest van De Nieuwe Gids, maar was in 1893, samen met Frederik van Eeden, opgestapt na conflicten met vooral Willem Kloos over de fundamentele keuze tussen individualisme en gemeenschap. Tak was duidelijk voor het laatste en richtte zijn eigen weekblad De Kroniek op, waarvan het eerste nummer in januari 1895 verscheen. "In het blad werd opbouwend en kritisch geschreven over kunst, literatuur, muziek en cultuur en vooral over politiek in binnen- en buitenland". Veel medewerkers waren afkomstig van het dagblad De Amsterdammer, dat eind 1894 was opgeheven nadat velen, onder wie Tak, waren opgestapt door meningsverschillen met hoofdredacteur Johannes de Koo.
Over sociale en politieke onderwerpen schreven o.a. Frank van der Goes, F.M. Wibaut, Anton Pannekoek en Hendrik Spiekman. Ook kwamen kunstenaars als Frans Coenen, Alphons Diepenbrock en Marius Bauer aan het woord. Het blad richtte zich op het ideaal van gemeenschapskunst en liet zich inspireren door het utopisch socialisme van William Morris. De artikelen in De Kroniek oefenden invloed uit op denkers als Henriette Roland Holst en Johan Huizinga.
Vooral de eerste vijf jaargangen (de "heroïeke periode" genoemd) waren zeer succesvol. Er waren twee stromingen binnen de redactie: sommigen zagen het katholicisme als leidend beginsel, anderen vonden een richtsnoer in het socialisme. Na enige jaren werd het blad steeds meer een spreekbuis voor de sociaaldemocratie, temeer daar sommige medewerkers leidende posities innamen in de SDAP, de partij waarvan ook hoofdredacteur P.L. Tak in 1899 lid werd.
De Kroniek was financieel geen succes. Tak moest er zelf regelmatig geld in steken. Bij zijn dood in 1907 verloor het blad zijn bezielend middelpunt. Er verscheen nog een herdenkingsnummer, waarna De Kroniek ophield te bestaan.

## De Kroniek van Alberts
In 1914 richtte Johan Alberts een nieuw literair maandblad op, ook onder de titel De Kroniek. Tot de redactie behoorden Henri Borel, Cyriel Buysse, Frans Netscher en Jan Veth (die ook aan De Kroniek van Tak had meegewerkt). Ook dit tijdschrift was financieel geen succes. Het verdween weer in 1916, de oprichter berooid achterlatend, want hij had zijn hele erfenis in het blad gestoken.